# Francesco Acri
Pour les articles homonymes, voir Acri.
Francesco Acri (en français François Acri), né le 19 mars 1834 à Catanzaro et mort le 21 novembre 1913 à Bologne, est un philosophe italien. Il est professeur d'histoire de la philosophie à l'université de Bologne.

## Biographie
Francesco Acri naît le 19 mars 1834 à Catanzaro.
Docteur en droit à l'université de Naples, en fréquentant l'abbé Vito Fornari, il prend le goût de la philosophie. Envoyé par le Gouvernement italien à Berlin, il y suit, dans les années 1862 et 1863, les cours de l'hegélien Michelet et de l'aristotélique Trendelenburg. Il revient en Italie, il enseigne successivement dans les lycées de Modène et de Catane, à l'Université de Palerme, et, à partir de 1871, à celle de Bologne.
Francesco Acri meurt le 21 novembre 1913 à Bologne.

## Publications
- Volgarizzamento del Parmenide di Platone, del Timeo, dell'Eutifrone, del Jone e del Menone[2].
- Volgarizzamento dell' Axioco di Eschine[2].
- Abbozzo di una Teorica delle idee[2].
- Teoria della conoscenza secondo San Tommaso[2].
- Del moto, secondo il Trendelenburg[2].
- Discorsi sul sistema in genere e sa la Storia della Filosofia[2].
- Prose giovanili[2].
- Scritti polemici[2].
- Una nuova esposizione del sistema di Benedetto Spinoza, 1874[2].
- Della relazione fra il corpo e lo spirito[2].
- Ragionamenti contro i Veristi filosofi, politici 6 poeti, 1881[2].
- Volgarizzamento del Convito di Platone, 1881[2].
- Volgarizzamento del Fodone di Platone, 1884[2].
- Volgarizzamento del Critone di Platone, 1884[2].
- Lezioni su una parte della Storia della Filosofia Greca, 1884[2].

Presque tous ses écrits ont été rassemblés en quatre volumes :
- Videmus in aenigmata, 1907[3].
- Amore, dolore e fede, 1908[3].
- Dialettica turbata, 1911[3].
- Dialettica serena, 1917 (posthume)[3].